# 인천 서구의회
인천 서구의회는 인천광역시 서구 지역을 관할하는 기초의회이다.